# Генрі Клей
Генрі Клей (англ. Henry Clay; 12 квітня 1777, округ Гановер, Вірджинія — 29 червня 1852, Вашингтон, округ Колумбія) — американський юрист, політичний і державний діяч. Клей представляв штат Кентуккі як у Сенаті, так і в Палаті представників, в якій він також обіймав посаду спікера. У Кабінеті Президента Джона Квінсі Адамса Клей обіймав пост державного секретаря. Він тричі, в 1824, 1832 і 1844 роках, балотувався на пост Президента США, але щоразу програвав вибори.
Клей був одним з лідерів Національної республіканської партії, а потім Партії вігів. Він отримав прізвисько «Великий майстер компромісу» за свою діяльність щодо запобігання розколу США у питанні рабства. Клей зіграв важливу роль у прийнятті Міссурійського компромісу та Компромісу 1850 року. У 1957 році комітет Сенату під керівництвом Джона Ф. Кеннеді назвав Клея в числі п'яти найбільш видатних сенаторів в історії США.
Генрі Клей зображений на Прапорі Кентуккі, оскільки він є найвідомішим політичним діячем цього штату.